# Diana Janse
Sigrid Diana Janse, född 16 oktober 1970 i Börstils församling, Uppsala län, är en svensk diplomat och moderat politiker. 

## Biografi
Diana Janse studerade samhällsvetenskap och humaniora vid Uppsala universitet 1990–1997 med filosofie kandidatexamen i ryska, serbokroatiska och litteraturvetenskap 1995 samt filosofie magisterexamen i samhällsvetenskapliga ämnen 1997.
Hon har tjänstgjort på Utrikesdepartementet sedan 1999, bland annat som ambassadör i Tbilisi i Georgien 2010–2014, i Damaskus i Syrien 2014–2015 och i Bamako i Mali 2019–2021.
2010 utkom hon med boken En del av mitt hjärta lämnar jag kvar, som handlar om hennes tid som diplomat i Afghanistan 2004–2006.
Janse var utrikespolitisk rådgivare hos Moderaterna 2015–2019, och kandiderade för Moderaterna i riksdagsvalet 2022 i Uppsala läns valkrets. Hon är sedan hösten 2022 statssekreterare för biståndsfrågor på Utrikesdepartementet.
Hon är gift med officeren Fredrik Janse (född 1979). Paret har en son.